# Tossol

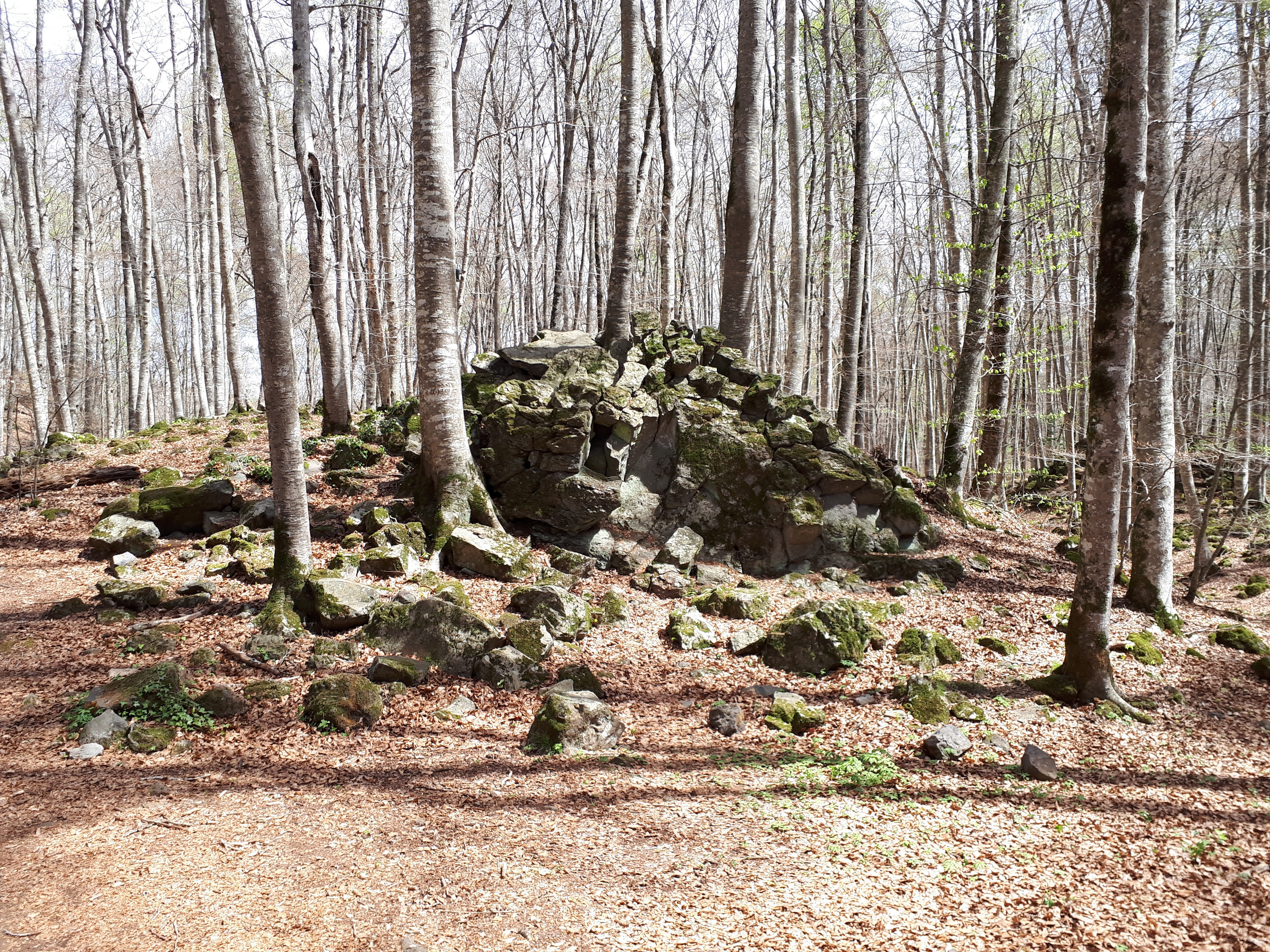
Um dos tossoles de Fageda d'en Jordà, Garrotxa.

Tossol (do catalão: tossol; pequena colina) é o termo usado em geomorfologia e vulcanismo para descrever as protuberâncias que se formam na superfície das escoadas lávicas basálticas que, quando a lava arrefece, se transformam em pequenas colinas de basalto, em geral com 4-15 m de altura. Estas colinas resultam da entrada em ebulição de água contida em zonas húmidas preexistentes que foram recobertas pela escoada.

## Descrição
Na floresta de faias de Jordà, conhecida por Fageda d'en Jordà, área integrada no Parque Natural da Zona Vulcânica da Garrotxa, na Catalunha, existem mais de 50 tossóis, ricos em salpicos de lava, formados pela interação entre as escoadas de lava e zonas húmidas preexistentes que, quando cobertas por lava a mais de 1000 °C, entraram em ebulição, formando grandes bolhas de vapor que levantaram e deformaram o fluxo formando os tossóis.
Na zona vulcânica da Garrotxa, estas estruturas encontram-se em três escoadas lávicas, a do vulcão Croscat (floresta de faias de Jordà), a do vulcão Puig Jordà (floresta de Tosca), a do vulcão Montolivet (Pla de Dalt) e a escoada lávica situada em La Moixina e no Parc Nou, em Olot.